# Gary Willis
Gary Willis (Longview, 28 marzo 1957) è un bassista statunitense noto prevalentemente per essere il bassista dei Tribal Tech.

## Biografia
Ha collaborato anche con altri musicisti jazz e fusion quali Wayne Shorter, Dennis Chambers e Allan Holdsworth. Ha all'attivo tre album, No Sweat (1996), Bent (1998) e Actual Fiction (2007), ed è autore di diversi libri didattici per basso pubblicati dalla Hal Leonard Corporation.
Attualmente è impegnato nel trio jazz/funk/groove Slaughterhouse 3 insieme col batterista Kirk Covington e col sassofonista Llibert Fortuny.

## Discografia

### Con Tribal Tech
- Spears (1985)
- Dr. Hee (1987)
- Nomad (1989)
- Tribal Tech (1991)
- Illicit (1992)
- Face First (1993)
- Primal Tracks (compilation) (1994)
- Reality Check (1995)
- Thick (1999)
- Rocket Science (2000)

### Solista
- No Sweat (1996)
- Bent (1998)
- Actual Fiction (2007)
- Retro (2013)

### Con Slaughterhouse 3
- 2007 - Vol.3